# Manfred Zapf
Manfred Zapf (n. 24 august 1946, Stapelburg, Saxonia-Anhalt, Germania) este un fotbalist german, medaliat olimpic. A participat la o ediție a Jocurilor Olimpice (1972) în care a câștigat o medalie de bronz.

## Participări
Lista de mai jos prezintă principalele competiții la care a participat Manfred Zapf de-a lungul carierei.
- Olympische Sommerspiele 1972/Fußball[*]